# نوک‌شلاقی شرقی
نوک‌شلاقی شرقی (نام علمی: Psophodes olivaceus) نام یک گونه از سرده نوک‌شلاقی‌ها است.